# Shakur Stevenson
Ash-Shakur Nafi-Shahid Stevenson (Newark, 28 de junio de 1997), apodado "Sugar" Shakur Stevenson, es un boxeador estadounidense que el 11 de noviembre del 2023 ganó el título mundial en peso ligero del Consejo Mundial de Boxeo. Además, durante su carrera se coronó en dos divisiones de peso, habiendo ostentado el título de peso pluma de la OMB desde 2019 a 2020, el título de peso superpluma de la OMB desde 2021 a 2022, y los títulos de peso superpluma del CMB y The Ring en 2022. 
Como amateur, representó a Estados Unidos en Juegos Olímpicos de 2016, ganando la medalla de plata en la división de peso gallo. Hasta septiembre de 2022, fue rankeado como el mejor peso superpluma activo del mundo por el Transnational Boxing Rankings Board, BoxRec y ESPN.

## Carrera amateur
Debutó en el amateurismo a los 15 años, enfrentando al estadounidense Michael Dutchover en una derrota por puntos. En el año 2013,  ganó el torneo junior nacional estadounidense, donde derrotó a Darren Cunningham.
En 2014, ganó el torneo nacional juvenil estadounidense. En las semifinales, se enfrentó al futuro campeón mundial interino peso pluma del Consejo Mundial de Boxeo, Brandon Figueroa, a quien venció. Luego, en una final por decisión dividida, superó a Antonio Vargas. En el mismo año, en el Campeonato Mundial Juvenil de Boxeo Aficionado realizado en Sofía, derrotó en la final al boxeador británico Muhammad Ali. Además, en los Juegos Olímpicos de la Juventud de Nankín 2014, ganó la medalla de oro al vencer por decisión unánime al chino Ping Lyu.
En 2016, participó en dos combates en la Serie Mundial de Boxeo, donde derrotó a Peter McGrail en Miami y a Mohamed Hamout en Casablanca. Luego, en los Juegos Olímpicos de Río de Janeiro, obtuvo la medalla de plata, enfrentando al cubano Robeisy Ramírez en una final por decisión dividida.

## Carrera profesional

### Peso pluma
Debutó en el año 2017 frente al estadounidense Edgar Brito ganando por decisión técnica en el quinto round después de que Brito sufriera un corte en el ojo izquierdo durante el segundo asalto debido a un cabezazo accidental. Más tarde, en el tercer asalto, Brito se cortó el ojo derecho como resultado de un cabezazo intencional, lo que resultó en la deducción de un punto. Continuó una racha de 12-0, incluyendo triunfos contra el rumano Viorel Simion y el puertorriqueño Christopher "Pitufo" Díaz, ostentando el título intercontinental de la FIB y el título de la NABO del peso pluma. 

#### Stevenson vs. González
El 26 de octubre de 2019, se enfrentó a Joet González por el título vacante de peso pluma de la OMB, ganando la pelea por decisión unánime con puntuaciones de 119-109 a su favor. Poco después, dejaría vacante su título para subir de categoría a peso superpluma.

### Peso superpluma
En su debut en la nueva división el 9 de junio de 2020, se enfrentó al puertorriqueño Felix Caraballo en el MGM Grand Las Vegas. En este combate, derribó a Caraballo en el primer asalto y finalmente lo noqueó en el sexto asalto. Posteriormente, se enfrentó a Jeremia Nakathila por el título interino de peso superpluma de la OMB en el Virgin Hotels Las Vegas. En este combate, derribó a Nakathila en el cuarto asalto y ganó la pelea por decisión unánime con puntuaciones de 120-107.

#### Stevenson vs. Herring
El 23 de octubre de 2021, derrotó al campeón de peso superpluma de la OMB, Jamel Herring por nocaut técnico en el décimo asalto.

#### Stevenson vs. Valdez
El 30 de abril de 2022, derrotó al entonces invicto Óscar Valdez en un combate de unificación por los títulos del CMB y The Ring que ostentaba el púgil mexicano. Durante el combate, Stevenson derribó a Valdez en el sexto asalto y ganó la pelea por decisión unánime con puntuaciones de: 117-110, 118-109 y 118-110.

#### Stevenson vs. Conceicão
El 23 de septiembre de 2022, se enfrentó al retador número 1 del CMB, Robson Conceição, en Newark, Nueva Jersey. Sin embargo, durante el pesaje fue despojado de los títulos por 1.6 libras por encima del límite de peso. Frente a una audiencia de 10,107 personas venció al púgil brasileño por decisión unánime con dos puntuaciones de 117-109 y una de 118-108. Después de la pelea, anunció que subiría de división a peso ligero.

### Peso ligero

#### Stevenson vs. Yoshino
El 9 de noviembre de 2022, el WBC ordenó que Isaac Cruz enfrentar a Stevenson en una eliminatoria titular de peso ligero. Ya que Cruz se rehusó a entrar en negociaciones, el WBC ordenó que William Zepeda enfrentar a Stevenson como reemplazo, al ser contendiente rankeado más alto. Zepeda rechazó la pelea, de la misma forma que lo hizo el ex-campeón unificado de peso ligero George Kambosos Jr. La orden finalmente fue aceptada por Shuichiro Yoshino el 11 de enero de 2023. Stevenson fue programado para enfrentar a Yoshino el 8 de abril de 2023, en el Prudential Center en Newark, New Jersey. Ganó la pelea por TKO en el sexto asalto. Stevenson conectó el 50% de sus golpes totales (123 de 245) y el 60% de sus golpes de poder (104 de 174), mientras que sólo Yoshino sólo fue capaz de conectar un total de 36 golpes.

#### Stevenson vs De Los Santos
El 26 de agosto de 2023, el WBC ordenó a Frank Martin enfrentar al ex-campeón mundial de dos divisiones Stevenson por el título de peso ligero vacante. Al retirarse Martin de las negociaciones, Stevenson fue ordenado para enfrentar a Edwin De Los Santos. La pelea titular se llevó a cabo el 16 de noviembre de 2023, en el T-Mobile Arena en Paradise, Nevada. Stevenson ganó la pelea por decisión unánime, con tarjetas de 115–113, 116–112, y 116–112. La pelea estableció el récord de CompuBox por la menor cantidad de golpes lanzados en una pelea de doce asaltos, con ninguno de los peleadores conectando un número de dos dígitos en golpes en ninguno de los asaltos.

## Títulos mundiales
- Campeón mundial de peso pluma de la Organización Mundial de Boxeo.
- Campeón mundial de peso superpluma de la Organización Mundial de Boxeo.
- Campeón mundial de peso superpluma del Consejo Mundial de Boxeo.
- Campeón mundial de peso superpluma de The Ring.
- Campeón mundial de peso ligero del Consejo Mundial de Boxeo

### Títulos internacionales
- Campeón intercontinental de peso pluma de la Federación Internacional de Boxeo.
- Campeón continental de las Américas de peso pluma del Consejo Mundial de Boxeo.
- Campeón de peso pluma de la Organización Norteamericana de Boxeo.

## Récord en boxeo profesional
| Récord profesional | Récord profesional | Récord profesional |
| 21 peleas          | 21 victorias       | 0 derrotas         |
| ------------------ | ------------------ | ------------------ |
| Nocaut             | 10                 | 0                  |
| Decisión           | 11                 | 0                  |

| No. | Resultado | Récords | Oponentes             | Método | Asalto, tiempo | Fecha      | Localización                                     | Notas |
| --- | --------- | ------- | --------------------- | ------ | -------------- | ---------- | ------------------------------------------------ | --- |
| 21  | Victoria  | 21–0    | Edwin De Los Santos   | DU     | 12             | 16-11-2023 | T-Mobile Arena, Paradise, Nevada                 | Ganó el título vacante de peso ligero del WBC.                                                                              |
| 20  | Victoria  | 20–0    | Shuichiro Yoshino     | TKO    | 6 (12), 1:35   | 08-04-2023 | Prudential Center, Newark                        | |
| 19  | Victoria  | 19–0    | Robson Conceição      | DU     | 12             | 23-09-2022 | Prudential Center, Newark                        | Por los títulos de peso superpuma del WBC, la WBO y The Ring en juego solo para Conceição; ya que Stevenson no dio el peso. |
| 18  | Victoria  | 18–0    | Óscar Valdez          | DU     | 12             | 30-04-2022 | MGM Grand Garden Arena, Paradise, Nevada         | Defendió el título de peso superpluma de la WBO; Ganó los títulos de peso superpluma del WBC y el vacante de The Ring.      |
| 17  | Victoria  | 17–0    | Jamel Herring         | TKO    | 10 (12), 1:30  | 23-10-2021 | State Farm Arena, Atlanta                        | Gana el título mundial de la OMB del peso superpluma.                                                                       |
| 16  | Victoria  | 16–0    | Jeremiah Nakathila    | DU     | 12             | 12-06-2021 | Virgin Hotels Las Vegas, Paradise, Nevada        | Gana el título interino vacante de la OMB peso superpluma.                                                                  |
| 15  | Victoria  | 15–0    | Toka Kahn Clary       | DU     | 10             | 12-12-2020 | The Bubble, MGM Grand, Las Vegas                 | |
| 14  | Victoria  | 14–0    | Felix Caraballo       | KO     | 6 (10), 1:31   | 09-06-2020 | The Bubble, MGM Grand, Las Vegas                 | |
| 13  | Victoria  | 13–0    | Joet Gonzalez         | DU     | 12             | 26-10-2019 | Reno-Sparks Convention Center, Reno, Nevada      | Ganó el título de peso pluma de la OMB .                                                                                    |
| 12  | Victoria  | 12–0    | Alberto Guevara       | KO     | 3 (10), 2:37   | 13-07-2019 | Prudential Center, Newark                        | Defendió el título de peso pluma de la WBO-NABO.                                                                            |
| 11  | Victoria  | 11–0    | Christopher Díaz      | DU     | 10             | 20-04-2019 | Madison Square Garden, Nueva York                | Defendió el título de peso pluma Inter-Continental de la IBF; Ganó el título vacante de peso superpluma del OMB-NABO.       |
| 10  | Victoria  | 10–0    | Jessie Cris Rosales   | TKO    | 4 (10), 1:29   | 18-01-2019 | Turning Stone Resort Casino, Verona, Nueva York  | Ganó los títulos vacantes de Inter-Continental IBF y WBC Continental Americas.                                              |
| 9   | Victoria  | 9–0     | Viorel Simion         | TKO    | 1 (10), 3:00   | 13-10-2018 | CHI Health Center, Omaha, Nebraska               | |
| 8   | Victoria  | 8–0     | Carlos Ruiz           | DU     | 8              | 18-08-2018 | Ocean Resort Casino, Atlantic City               | |
| 7   | Victoria  | 7–0     | Aelio Mesquita        | TKO    | 2 (8), 1:45    | 9-06-2018  | MGM Grand Garden Arena, Paradise, Nevada         | |
| 6   | Victoria  | 6–0     | Roxberg Patrick Riley | TKO    | 2 (8), 1:35    | 28-04-2018 | Liacouras Center, Filadelfia                     | |
| 5   | Victoria  | 5–0     | Juan Tapia            | DU     | 8              | 16-02-2018 | Grand Sierra Resort, Reno, Nevada                | |
| 4   | Victoria  | 4–0     | Oscar Mendoza         | TKO    | 2 (6), 1:38    | 9-12-2017  | The Theater at Madison Square Garden, Nueva York | |
| 3   | Victoria  | 3–0     | David Michel Paz      | DU     | 6              | 19-08-2017 | Pinnacle Bank Arena, Lincoln, Nebraska           | |
| 2   | Victoria  | 2–0     | Carlos Gaston Suárez  | TKO    | 1 (6), 2:35    | 20-05-2017 | Madison Square Garden, Nueva York                | |
| 1   | Victoria  | 1–0     | Edgar Brito           | DT     | 6 (6), 3:00    | 22-04-2017 | Stubhub Center , Carson, California              | Decisión unánime luego de que Brito resultara cotado por un choque de cabezas accidental.                                   |